# Максименко, Дмитрий Павлович
Дми́трий Па́влович Максиме́нко (13 мая 1918, село Михайловка, теперь Каменского района Черкасской области) — советский деятель, председатель Кировоградского облисполкома. Депутат Верховного Совета УССР 8-9-го созывов. Член Ревизионной комиссии КПУ в 1976 — 1981 г.

## Биография
Родился в крестьянской семье.
С 1934 г. — ученик школы фабрично-заводского обучения, кузнец, мастер кузнечного цеха Попаснянского вагоноремонтного завода на Луганщине.
В 1938 — 1947 г. — служба на Северном флоте. Участник Великой Отечественной войны. Служил матросом береговой обороны, младшим командиром, командиром отделения 11-й батареи Северного флота.
Член ВКП(б) с 1941 года.
С 1947 года работал в колхозе Каменского района Кировоградской области, потом в партийных органах.
В 1948 — 1952 г. — штатный пропагандист, заведующий отделом, 2-й секретарь Каменского районного комитета КП(б)У Кировоградской области.
Окончил Днепропетровскую совпартшколу, Бобринецкий сельскохозяйственный техникум.
В 1952 — 1962 г. — 2-й секретарь Хмелевского районного комитета КПУ Кировоградской области, 1-й секретарь Новоархангельского районного комитета КПУ Кировоградской области, 1-й секретарь Бобринецкого районного комитета КПУ Кировоградской области. В 1962 — 1965 г. — секретарь партийного комитета Бобринецкого производственного колхозно-совхозного управления. В 1965 — 1968 г. — 1-й секретарь Бобринецкого районного комитета КПУ Кировоградской области.
Окончил Заочную Высшую партийную школу при ЦК КПСС и Уманский сельскохозяйственный институт.
В 1968 — 1973 г. — 2-й секретарь Кировоградского областного комитета Компартии Украины.
В мае 1973 — марте 1980 г. — председатель исполнительного комитета Кировоградского областного совета депутатов трудящихся.
С 1980 года — на пенсии.

## Награды
- Орден Ленина
- Орден Трудового Красного Знамени.
- орден Отечественной войны 2-й ст. (6.04.1985)